# Довбучская мечеть
Довбучская мече́ть, Довбутишковская мечеть (бел. Даўбуцкая мячэць) — мечеть деревни Довбучки (Довбутишки) Сморгонского района Гродненской области, построенная в XVIII веке — древнейшее деревянное здание подобного типа в Европе и оригинальный образец мусульманского зодчества. Памятник архитектуры. В 1991 году перевезена в Белорусский государственный музей народной архитектуры и быта. Включена в Государственный список историко-культурных ценностей Республики Беларусь.

## История
В XVI веке в деревне Довбучки появилась татарская община. Впервые храм упоминается в «Risale-i Tatar-i Leh» («Трактате о польских татарах», 1558) наряду с другими мечетями Великого княжества Литовского. Существует несколько версий насчёт года постройки деревянной мечети XVI века. Согласно С. Кричинскому мечеть была основана в 1558 году. Британский историк Гарри Норрис относит постройку храма к 1557 году. Али Воронович считал годом основания мечети 1598 год. В 1588 году имамом мечети в Довбучках стал кади литовских татар Мурзиевич (Derwish Czelebi Hadży Murzicz), являвшийся также дервишем и хаджи и имевший титул челеби. Он же, предположительно, мог быть и автором трактата «Risale-i Tatar-i Leh».
Более точные исторические сведения как об архитектурном облике мечети, так и численности её прихожан до XVIII века не сохранились — архив был уничтожен пожаром в доме муллы. Из сохранившихся следует, что в XVIII—XIX веках приход храма в Довбучках был одним из крупнейших из числа мусульманских на территории Беларуси. Так, в 1802 году мулла Якуб Лебедь установил налог, который татары джамаата в Довбучках должны были платить мечети. В пользу храма татары платили по 2 злотых «посошных» с каждой сохи (двора) (на начало XIX века их было 176). Доходы мечети также пополнялись путём пожертвований татарской шляхты, так, в частности, в 1805 году некто Ян Кричинский завещал приходу в лице муэдзина Якуба Радкевича в вечное пользование «постройки, поля и огороды». Однако к XIX веку здание мечети обветшало и пришло в упадок, а на строительство нового, несмотря на авторитет джамаата, не было средств.
Сохранившееся здание мечети было возведено примерно в 1735 году в деревне Селец, откуда оно было перевезено в Довбучки и установлено рядом с мусульманским кладбищем, старейшее надгробие которого датируется 1757 годом.
В 1920-е годы были проведены обмеры здания, а в 1928 году оно было взято под охрану государства в межвоенной Польше как памятник истории и культуры. После Великой Отечественной войны здание обветшало. В 1970-е годы обрушился купол. В 1989 году после его обследования специалистами было принято решение о переносе находившегося «в плачевном состоянии» памятника в Белорусский государственный музей народной архитектуры и быта для реставрации, которая, в отсутствие финансовых средств, пока не проведена.

## Архитектура
Мечеть представляет собой прямоугольное здание с 5-гранной апсидой. 12-гранный купол был накрыт дранкой и покрашен в красный цвет. Интерьер мечети разделён на мужскую и женскую половины с отдельными входами. Входы соединены арочной галереей на столбах. В северо-западной части здания располагался двухъярусный четвериковый минарет, заканчивающийся шатровой крышей. Стены в мечети горизонтально обшиты досками. Окна являются прямоугольными. Несмотря на наличие купола, храм имел в интерьере плоский потолок.
В мужской половине находился 5-гранный михраб. Рядом был минбар с девятью ступенями и навесом-балдахином. Балкон был украшен балясинами. В мечети совмещена архитектура Востока (центричность основного объёма и симметрическая композиция постройки) с традициями белорусского деревянного зодчества. Чеслав Янковский в своей краеведческой монографии описал Довбучскую мечеть как «мечеть с куполом красным, окружённую крытой галереей, которая опирается на белые колоночки, выполненные в византийском характерном стиле».
Наличие квадратного сруба с куполом, галереи, проёмов с элементами арок, угловое размещение минарета приближают мечеть в Довбучках к традициям византийской архитектуры. Купол, близкий к подковообразной арке, резьба на колоннах, затяжка арок, михраб и минбар представляют собой элементы мусульманской архитектуры. Минарет, похожий на звонницу церкви или костёла, конструкционные элементы, заполнение проёмов являются традиционными для белорусского деревянного зодчества.